# I liga polska w rugby (1989)
I liga polska w rugby (1989) – trzydziesty trzeci sezon najwyższej klasy ligowych rozgrywek klubowych rugby union w Polsce. Tytuł mistrza Polski zdobyła drużyna Ogniwo Sopot, drugie miejsce zajął Śląsk Ruda Śląska, a trzecie Budowlani Łódź.

## Uczestnicy i format rozgrywek
Rozgrywki ligowe w Polsce w tym sezonie zorganizowano w sposób odmienny od dotychczasowego. O podziale drużyn na I i II ligę miały zadecydować rozgrywki w rundzie wiosennej, w której miało uczestniczyć 16 drużyn podzielonych na 4 grupy po 4 drużyny każda (wszystkie drużyny dotychczasowej I i II ligi). W ramach grup drużyny grały mecze systemem każdy z każdym, mecz i rewanż. Ponieważ do rozgrywek ostatecznie nie przystąpiły Legionovia Legionowo i Polonia Poznań, ostatecznie w tej fazie uczestniczyło 14 drużyn w dwóch grupach czterozespołowych i dwóch grupach trzyzespołowych. Dwie najlepsze drużyny z każdej grupy awansowały do I ligi, a pozostałe do II ligi, które swoje rozgrywki toczyły jesienią. W ramach I ligi drużyny dzielono na dwie grupy po cztery drużyny każda. W ramach grup drużyny grały mecze systemem każdy z każdym, mecz i rewanż. W fazie finałowej zwycięzcy grup rozgrywali dwumecz o mistrzostwo Polski, drugie drużyny – dwumecz o trzecie miejsce, trzecie – o piąte i ostatnie drużyny grup – o siódme miejsce.

## Faza eliminacyjna
Tabele końcowe grup eliminacyjnych (na zielono wiersze z drużynami, które awansowały do I ligi):
| Grupa I | Grupa I           | Grupa II | Grupa II        | Grupa III | Grupa III         | Grupa IV | Grupa IV         |
| Poz.    | Drużyna           | Poz.     | Drużyna         | Poz.      | Drużyna           | Poz.     | Drużyna          |
| ------- | ----------------- | -------- | --------------- | --------- | ----------------- | -------- | ---------------- |
| 1       | Śląsk Ruda Śląska | 1        | Ogniwo Sopot    | 1         | Lechia Gdańsk     | 1        | Budowlani Lublin |
| 2       | Orkan Sochaczew   | 2        | Czarni Bytom    | 2         | Budowlani Łódź    | 2        | AZS AWF Warszawa |
| 3       | Budowlani Olsztyn | 3        | Posnania Poznań | 3         | Skra Warszawa     | 3        | VIS Siedlce      |
| 4       | AZS Katowice      |          |                 | 4         | Bobrek Karb Bytom |          |                  |

## Rozgrywki I ligi

### Faza grupowa

#### Grupa A
Wyniki spotkań:
|                  | Ogniwo Sopot | Lechia Gdańsk | AZS AWF Warszawa | Orkan Sochaczew |
| Ogniwo Sopot     | –            | 54:0          | 64:6             | 64:0            |
| Lechia Gdańsk    | 9:30         | –             | 10:6             | 10:3            |
| AZS AWF Warszawa | 12:76        | :             | –                | 4:20            |
| Orkan Sochaczew  | 7:50         | 19:4          | 27:16            | –               |

Tabela końcowa:
| Pozycja | Drużyna          |
| ------- | ---------------- |
| 1       | Ogniwo Sopot     |
| 2       | Orkan Sochaczew  |
| 3       | Lechia Gdańsk    |
| 4       | AZS AWF Warszawa |

#### Grupa B
Wyniki spotkań:
|                   | Śląsk Ruda Śląska | Budowlani Lublin | Czarni Bytom | Budowlani Łódź |
| Śląsk Ruda Śląska | –                 | 40:12            | 33:3         | 22:6           |
| Budowlani Lublin  | 12:26             | –                | 24:12        | 13:18          |
| Czarni Bytom      | 6:0               | 22:21            | –            | 7:34           |
| Budowlani Łódź    | 9:0               | 15:15            | 8:15         | –              |

Tabela końcowa:
| Pozycja | Drużyna           |
| ------- | ----------------- |
| 1       | Śląsk Ruda Śląska |
| 2       | Budowlani Łódź    |
| 3       | Czarni Bytom      |
| 4       | Budowlani Lublin  |

### Faza finałowa

#### Dwumecz o siódme miejsce
Wyniki spotkań:
- 8 października 1989, Lublin: Budowlani Lublin – AZS AWF Warszawa 16:16
- 15 października 1989, Warszawa: AZS AWF Warszawa – Budowlani Lublin 13:6

#### Dwumecz o piąte miejsce
Wyniki spotkań:
- 8 października 1989, Gdańsk: Lechia Gdańsk – Czarni Bytom 20:6
- 15 października 1989, Bytom: Czarni Bytom – Lechia Gdańsk 16:6

#### Dwumecz o trzecie miejsce
Wyniki spotkań:
- 8 października 1989, Sochaczew: Orkan Sochaczew – Budowlani Łódź 12:3
- 15 października 1989, Łódź: Budowlani Łódź – Orkan Sochaczew 26:6

#### Dwumecz o mistrzostwo Polski
Wyniki spotkań:
- 8 października 1989, Ruda Śląska: Śląsk Ruda Śląska – Ogniwo Sopot 6:30
- 15 października 1989, Sopot: Ogniwo Sopot – Śląsk Ruda Śląska 80:3

### Klasyfikacja końcowa
| Pozycja | Drużyna           |
| ------- | ----------------- |
| 1       | Ogniwo Sopot      |
| 2       | Śląsk Ruda Śląska |
| 3       | Budowlani Łódź    |
| 4       | Orkan Sochaczew   |
| 5       | Lechia Gdańsk     |
| 6       | Czarni Bytom      |
| 7       | AZS AWF Warszawa  |
| 8       | Budowlani Lublin  |

## II liga
W jesiennych rozgrywkach II ligi zagrało sześć drużyn, które nie zakwalifikowały się do pierwszej ligi. Zespoły podzielono na dwie trzyzespołowe grupy, w których grano każdy z każdym, mecz i rewanż. W fazie finałowej zwycięzcy grup rozgrywali dwumecz o pierwsze miejsce, drugie drużyny – dwumecz o trzecie miejsce, a trzecie – o piąte miejsce.
Klasyfikacja końcowa:
| Pozycja | Drużyna           |
| ------- | ----------------- |
| 1       | Skra Warszawa     |
| 2       | Budowlani Olsztyn |
| 3       | VIS Siedlce       |
| 4       | Posnania Poznań   |
| 5       | AZS Katowice      |
| 6       | Bobrek Karb Bytom |

## Baraż o I ligę
W barażu rozegranym pomiędzy ostatnim zespołem I ligi i zwycięskim zespołem II ligi, prawo gry w kolejnym sezonie w I lidze obronili Budowlani Lublin, którzy pokonali Skrę Warszawa 24:6.

## Inne rozgrywki
W finale Pucharu Polski Ogniwo Sopot pokonało Budowlanych Łódź 60:9. W mistrzostwach Polski juniorów oraz z mistrzostwach Polski kadetów zwyciężyły drużyny Budowlanych Łódź. 